# Repubblica Socialista Sovietica Autonoma Tedesca del Volga
La Repubblica Socialista Sovietica Autonoma dei Tedeschi del Volga (in tedesco Autonome Sozialistische Sowjetrepublik der Wolgadeutschen, ASSRWD; in russo Автономная Советская Социалистическая Республика Немцев Поволжья?, Avtonomnaja Sovetskaja Socialističeskaja Respublika Nemcev Povolž'ja, ASSRNP) era una repubblica autonoma dell'Unione Sovietica, la cui capitale era il porto fluviale di Engels, Pokrovsk sino al 1931.
Creata a seguito della Rivoluzione russa, la Repubblica occupava l'area popolata dalla consistente minoranza dei tedeschi del Volga (circa 1,8 milioni di persone nel 1897), discendenti dai coloni tedeschi che popolarono le terre del Volga al tempo della zarina Caterina II.
Dal 1º gennaio 1941, la RSSA Tedesca del Volga comprendeva la città di Engels e 22 cantoni: Baltsersky, Gmelinsky, Gnadenflyursky, Dobrinsky, Zelmansky, Zolotovsky, Ilovatsky, Kamensky, Krasnoyarsky, Krasnokutsky, Kukkussky, Lizandergeysky, Marientalsky, Marxshtadtsky, Pallasovsky, Staro-Poltavsky, Ternovsky, Untervaldsky, Fedorovsky, Franksky, Ekgeimsky ed Erlenbakhsky.
L'attacco tedesco all'Unione Sovietica segnò la fine della Repubblica dei tedeschi del Volga. Il governo sovietico, infatti, dichiarò tutti i tedeschi “nemici dello Stato”: con decreto del 28 agosto 1941, Stalin abolì la RSSA ed esiliò i tedeschi del Volga in Kazakistan e Siberia. Molti furono internati nei Gulag a causa della loro eredità.
La situazione dei tedeschi del Volga migliorò con la morte di Stalin. Nel 1964 il decreto staliniano fu annullato, sebbene la RSSA non sia mai stata ripristinata (il suo territorio fa oggi parte dell'oblast' di Saratov), cosicché molti tedeschi del Volga continuano oggi a vivere in Kazakistan e Siberia.
A seguito del crollo dell'Unione Sovietica, tuttavia, molti tedeschi del Volga sono emigrati in Germania, beneficiando di una legge che garantisce la cittadinanza tedesca a tutti coloro i quali siano in grado di provare di essere rifugiati di etnia tedesca (o loro coniugi o discendenti). A seguito di tale flusso migratorio, la Germania, verso la fine degli anni novanta, ha però reso più restrittivo l'ambito di applicazione della legge, in considerazione del fatto che molti cittadini russi di etnia tedesca non parlano più il tedesco.

## Composizione etnica
Di seguito, i dati di due censimenti sovietici, rispettivamente del 1926 e del 1939, riguardo al territorio, da cui si nota una progressiva diminuzione dei tedeschi del Volga ed un aumento delle altre etnie, in particolare dei russi.
|            | censimento 1926 | censimento 1939 |
| ---------- | --------------- | --------------- |
| Tedeschi   | 379.630 (66,4%) | 366.685 (60,5%) |
| Russi      | 116.561 (20,4%) | 156.027 (25,7%) |
| Ucraini    | 68.561 (12,0%)  | 58.248 (9,6%)   |
| Kazaki     | 1.353 (0,2%)    | 8.988 (1,5%)    |
| Tatari     | 2.225 (0,4%)    | 4.074 (0,7%)    |
| Mordvini   | 1.429 (0,3%)    | 3.048 (0,5%)    |
| Bielorussi | 159 (0,0%)      | 1.636 (0,3%)    |
| Cinesi     | 5 (0,0%)        | 1.284 (0,2%)    |
| Ebrei      | 152 (0,0%)      | 1.216 (0,2%)    |
| Polacchi   | 216 (0,0%)      | 756 (0,1%)      |
| Estoni     | 753 (0,1%)      | 521 (0,1%)      |
| Altri      | 710 (0,1%)      | 3.869 (0,6%)    |
| Totale     | 571.754         | 606.352         |